# سلسلية (كيمياء)

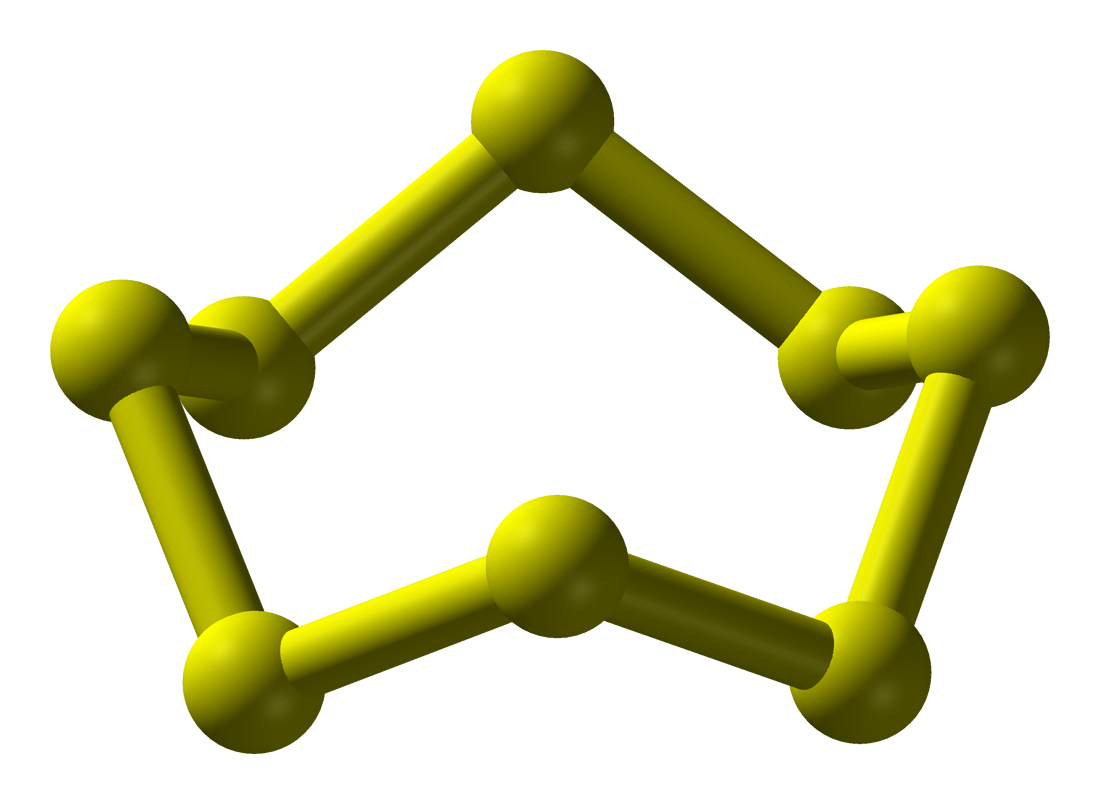

السلسلية في الكيمياء هي خاصية ارتباط الذرات لنفس العنصر الكيميائي ببعضها البعض على شكل سلاسل طويلة.
تبدو الخاصية السلسلية بشكل جلي في عنصر الكربون، الذي يقوم بتشكيل سلاسل كربونية طويلة، ترتبط فيها ذرات الكربون مع بعضها برابطة تساهمية، وبالتالي تعد في ذلك الأساس لطيف واسع جداً من المركبات العضوية، وتهتم الكيمياء العضوية بدراسة خصائص تلك المركبات.
لا تقتصر هذه الظاهرة على الكربون فحسب، إذ أن هناك عناصر كيميائية أخرى تبدي نفس الظاهرة إلى ححد ما، مثل السيليكون والكبريت والبورون.

## اقرأ أيضاً
- كيمياء عضوية